# Liste der Kreisstraßen im Kreis Viersen
Die Liste der Kreisstraßen im Kreis Viersen ist eine Auflistung der Kreisstraßen im Kreis Viersen, Nordrhein-Westfalen.

## Abkürzungen
- K: Kreisstraße
- L: Landesstraße

## Liste
Die Kreisstraßen behalten die ihnen zugewiesene Nummer innerhalb von Nordrhein-Westfalen auch bei einem Wechsel in einen anderen Kreis oder in eine kreisfreie Stadt. Nicht vorhandene bzw. nicht nachgewiesene Kreisstraßen werden in Kursivdruck gekennzeichnet, ebenso Straßen und Straßenabschnitte, die unabhängig vom Grund (Herabstufung zu einer Gemeindestraße oder Höherstufung) keine Kreisstraßen mehr sind.
Der Straßenverlauf wird in der Regel von Nord nach Süd und von West nach Ost angegeben.
| Nr.  | Verlauf |
| ---- | --- |
| K 1  | (K 1 im Kreis Kleve) – Kreisgrenze – Hinsbeck – K 30 – – Wevelinghoven – Lobberich – K 24 – L 29 in Breyell                           |
| K 2  | bis 31. Dez. 1974: in Hüls – frühere Kreisgrenze – ( K 2 in Krefeld) ¹                                                                |
| K 3  | in Leuth – Busch – Leutherheide – Breyell – L 29 – Gier – Natt – Bracht – K 26 – L 387 in Angenthoer                                  |
| K 4  | L 373 in Boisheim – Schaag – L 387 – Kindt – L 373                                                                                    |
| K 5  | L 116 in Helenabrunn – Heimer – Kreisgrenze – (K 5 in Mönchengladbach)                                                                |
| K 6  | K 18 in Düpp – Donk – Kreisgrenze – (K 6 in Mönchengladbach)                                                                          |
| K 7  | L 3 in Dilkrath – Schellerbaum – K 20 in Amern                                                                                        |
| K 8  | L 475 in Waldniel – L 3 – Mackenstein – L 372 – Bergerstraße – Bockert – L 39 – L 71 in Beberich                                      |
| K 9  | L 372 in Elmpt – Boscherhausen – K 34 – – Niederkrüchten – Rieth – K 20 – K 25 – Waldniel – L 371 – Ungerath – L 3                    |
| K 10 | L 373 in Lobberich – Oberbocholt – Windberg – L 39                                                                                    |
| K 11 | K 27 in Mülhausen – Klixdorf – Kempen – K 12 – L 361 – – K 23 – Schmelendorf – L 379 – Kreisgrenze – (K 11 in Krefeld)                |
| K 12 | beim Flugplatz Niershorst – Vinkrath – K 31 – K 23 (Kreis Kleve, Kreisgrenze am Straßendreieck) – K 27 – Ziegelheide – K 11 in Kempen |
| K 13 | L 475 in Vorst – Kehn – L 379 (am Kreisverkehr bei Hochbend)                                                                          |
| K 14 | K 23 in Sankt Hubert – Kreisgrenze – (K 14 in Krefeld)                                                                                |
| K 15 | L 361 in Kempen – Sankt Hubert – K 23                                                                                                 |
| K 16 | Schwanenhaus (Staatsgrenze zu den Niederlanden) – in Leuth                                                                            |
| K 17 | L 475 in Hagen – Clörath – Vennheide – L 29 in Giesgesheide                                                                           |
| K 18 | L 39 in Hoser – L 71 – Unterbeberich – L 116 – Hamm – K 6 – Düpp – L 29                                                               |
| K 19 | L 26 in Willich – Hardt bei Willich – L 154                                                                                           |
| K 20 | in Genholt – Lüttelbracht – Genrohe – L 373 – L 372 – K 7 – Amern – K 25 – Sankt Anton – K 21 – K 9 in Rieth                          |
| K 21 | K 9 in Niederkrüchten – Brempt – K 20                                                                                                 |
| K 22 | L 444 – L 361 – Reckenhöfe – L 362 – L 379 in Sankt Tönis                                                                             |
| K 23 | L 478 in Tönisberg – Sankt Hubert – K 14 – K 15 – – K 11 – Schmelendorf – L 362 in Unterweiden                                        |
| K 24 | K 1 in Lobberich – L 373 – Dyck – L 475 in Dülken                                                                                     |
| K 25 | K 20 in Amern – L 475 in Waldniel |
| K 26 | K 3 in Bracht – L 387 in Alst |
| K 27 | K 12 – K 11 – in Mülhausen |
| K 29 | L 126 in Niederkrüchten – L 371 – Lüttelforst – L 3                                                                                   |
| K 30 | K 1 in Hinsbeck – L 39 in Grefrath |
| K 31 | L 39 westlich von Vinkrath – Vinkrath – K 12 östlich von Vinkrath                                                                     |
| K 32 | L 361 in Anrath – L 361 bei Beckershöfe                                                                                               |
| K 34 | K 9 in Boscherhausen – Oberkrüchten – in Niederkrüchten                                                                               |
| K 35 | L 37 – Overhetfeld – L 372 in Elmpt                                                                                                   |

¹ Die Kreisstraße 2 wurde zum 1. Januar 1975 aus dem Kreisgebiet ausgegliedert, als der damalige Kempener Stadtteil Hüls aus der kreisangehörigen Stadt Kempen aus- und in die benachbarte kreisfreie Stadt Krefeld eingemeindet wurde. Seitdem verläuft die Kreisstraße 2 ausschließlich noch über Krefelder Gebiet. Siehe hierzu auch: Liste der Kreisstraßen in Krefeld !

## Quelle
- Landesvermessungsamt Nordrhein-Westfalen, Kreiskarte Nr. 34: Kreis Viersen, Stadt Krefeld